# Diadiaphorus
Diadiaphorus es un género extinto de mamífero litopterno de principios del Mioceno de Sudamérica.

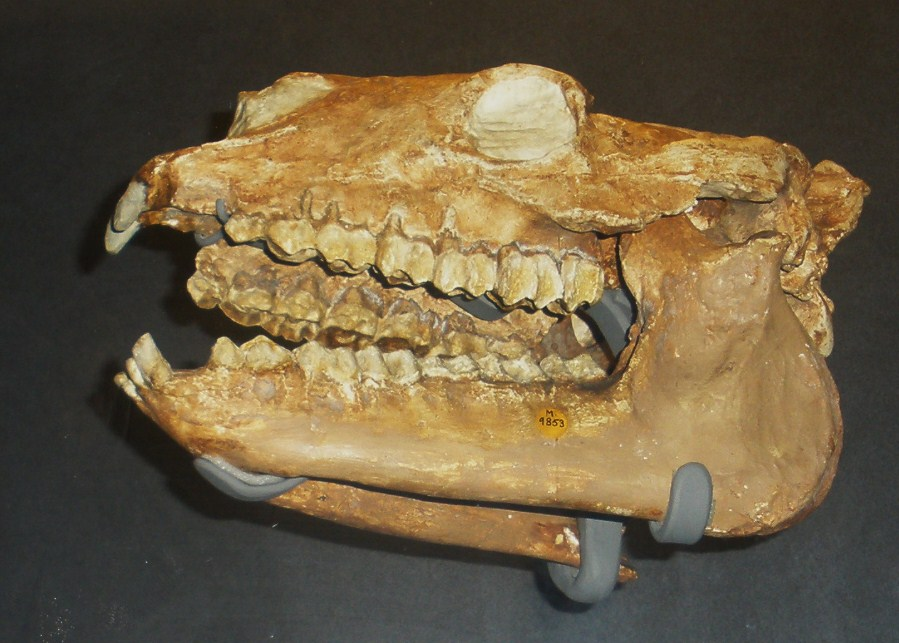
Cráneo de Diadiaphorus

Diadiaphorus se parecía bastante a un caballo, con el que no guarda ninguna relación, pero solo medía unos 1,2 metros de longitud corporal, talla similar a una oveja moderna. Tenía sólo tres dedos en cada pata, y sólo el dedo medio de ellos tocaba el suelo. Este dedo poseía una gran pezuña; los otros dos dedos laterales eran rudimentarios, muy parecidos a los de caballos primitivos como Merychippus. Pero a diferencia de los caballos (Equidae), sin embargo, Diadiaphorus carecía de huesos fusionados en sus miembros. Su cráneo era corto y tenía una cavidad cerebral relativamente grande. Juzgando por sus bajos dientes molares, Diadiaphorus comía vegetación suave, como las hojas de arbustos.

## Especies
- Diadiaphorus caniadensis
- Diadiaphorus diplinthius
- Diadiaphorus majusculus
- Diadiaphorus robustus
- Diadiaphorus sanctaecrucis
- Diadiaphorus velox